# Omajjadische paleizen in Jeruzalem
De Omajjadische paleizen in Jeruzalem is de naam die gegeven is aan vier gebouwen die zijn opgegraven aan de zuid- en westzijde van de Tempelberg (door moslims ook de Haram al-Sjarif genoemd) in Jeruzalem. De paleizen zijn gebouwd onder kalief al-Walid I, die regeerde van 705-715. 
Het grondplan van de gebouwen hebben dezelfde karakteristieken als andere Omajjadische paleizen in het Midden-Oosten: bouwkundige symmetrie met een rechthoekig grondplan, waarbij de kamers gerangschikt zijn rondom een open binnenhof (sahn) met arcades.
In de paleizen werden, zoals gebruikelijk was in de late oudheid en vroege middeleeuwen, ook hergebruikte bouwmaterialen (spolia) verwerkt. De vloeren bestonden uit eenvoudige witte mozaïeken. 
In de loop der eeuwen werden de paleizen verlaten en ze kwamen pas in de 20e eeuw bij opgravingen weer aan het licht.